# Лютова къща
Лютовата къща в Копривщица, построена през 1854 г., е паметник на възрожденската архитектура, стенопис, дърворезба и бит, а от 1965 г. е превърната в етнографски музей. Строена от пловдивски майстори за копривщенския джелепин и бегликчия Стефан Топалов. През 1906 г. къщата е продадена на търговеца Петко Лютов. Музейната експозиция пресъздава битовата наредба на заможен копривщенски дом от средата на ХІХ век.
Състои се от ниско приземие и етаж със симетрично разпределение на помещенията. Външната ѝ украса е пестелива, зографисан е само фронтонът с годината на построяване, но вътрешната стенопис е внушителна. Двураменно стълбище води посетителите към втория етаж, където пред погледа се открива уникален холкел – композиция, съчетаваща стенопис и дърворезба. Той представлява елипса с осем стенописни медальона. В помещенията има също изящни медальони, разположени в центъра на стилно оформени декоративни пана или в стенните ниши, наричани алафранги („по френски маниер“), които изобразяват посетените от собственика – търговец гурбетчия, екзотични местности, пристанища и далечни градове. От дървен таван, изработен от асма, се спуска красив полилей. В средата на тавана е разположено елипсовидно дървено слънце. Впечатляват красивите, изящно изработени стенописни фризове – корнизи. Тази богата стенописна украса в къщата е втори пласт, правен върху първи пласт от около 1860 г.
В приземието е уредена постоянна изложба от оригинални плъстени килими и колекция от съвременни плъсти. Плъстите представляват нетъкани вълнени килими. Използвани са и като постеля за спане на пода, какъвто е местният обичай до началото на ХХ век.
Лютовата къща се намира на улица „Никола Беловеждов“ № 2. Стопанисва се от Дирекция на музеите в град Копривщица.

## Галерия
- Интериор
- Интериор
- Колекция плъстени килими
- Лютова къща на Улица Любен Каравелов 12